# 鄳县
鄳县（「鄳」），中国古县名。《魏書·地形志》“鄳”作“𨞚”。
西汉置，鄳縣故城在罗山县西南百二十里黃峴關外。东汉建武中封鄧彪父鄧邯為鄳侯，即此。东汉、曹魏属江夏郡。
西晋属义阳国，南朝宋属义阳郡，南齐属北义阳郡，北魏、东魏属齐安郡。北齐改为齐安县。有冥阨之险，历代为军事要地。隋开皇三年（583年）齐安县改为钟山县。